# Мадонна с Младенцем, четырьмя святыми и четырьмя ангелами
«Мадонна с Младенцем, четырьмя святыми и четырьмя ангелами» (итал. Madonna con Bambino tra angeli e santi) — картина итальянского художника периода проторенессанса Никколо́ ди Пьетро Джерини (?) из собрания Государственного Эрмитажа.

## Описание картины
В центре картины изображена сидящая на троне Дева Мария с младенцем Христом на руках. Её окружают четверо святых: в центре попарно с каждой стороны от Мадонны, и четыре ангела: двое сверху с каждой стороны, держащие за спиной Марии богато изукрашенный занавес, и двое у подножия трона. Двое нижних святых, облачённых в далматики и с пальмовыми ветвями в руках — Стефан и Лаврентий, в традиционной католической иконографии они часто изображаются парой. Двое верхних святых — апостолы, слева Иаков, справа Филипп. Картина написана темперой на щите, сколоченном из двух вертикально ориентированных тополевых досок, скреплённых врезными шпонками, по стыку досок с задней стороны врезан нащельник.
Российский искусствовед Т. К. Кустодиева, анализируя картину, отмечала:

В приземистости фигур, типе лиц, жестах, стремящихся передать искреннее чувство, связывающее мать и дитя, ощутимо влияние искусства великого Джотто, которого справедливо называют отцом итальянской живописи.

## Провенанс
Ранняя история картины неизвестна. Считается что она написана между 1368 и 1415 годами.
В начале XX века она принадлежала директору Императорского Эрмитажа И. А. Всеволожскому и в его собрании значилась как работа художника школы Джотто. В 1904 году была подарена Всеволожским Эрмитажу.

## Проблема авторства
В каталоге Эрмитажа 1907 года картина была отнесена к сиенской школе, а в каталогах 1908—1912 годов значилась работой неизвестного художника флорентийской школы. В 1922 году выставлялась как работа возможного североитальянского последователя Джотто.
В 1923 году В. Н. Лазарев опубликовал картину как принадлежащую кисти Якопо ди Чоне, однако он же в 1928 году определил в качестве автора Никколо́ ди Пьетро Джерини. Б. Беренсон в 1932 году приписал картину Лоренцо ди Никколо, но в другом месте этой же своей работы согласился с мнением Лазарева что автором является Никколо ди Пьетро Джерини, но при этом поставил возле имени знак вопроса и пометку «ранняя».
В эрмитажных каталогах 1958 и 1976 годов картина опубликована как работа Никколо ди Пьетро Джерини. Однако Беренсон, в своём списке 1963 года указал картину за авторством неустановленного последователя Никколо ди Пьетро Джерини, известного под условным именем Мастер цеха шерстянщиков. При этом Беренсон допускает возможность того, что действительным автором картин Мастера цеха шерстянщиков является Лоренцо ди Никколо, который долгое время ошибочно считался сыном Никколо ди Пьетро Джерини и был его учеником, и группа картин Мастера цеха шерстянщиков относится к раннему этапу творчества Лоренцо ди Никколо. В выставочном каталоге 1989 года и эрмитажном каталоге 1994 года картина указана как работа Мастера цеха шерстянщиков.
В 1975 году вышла большая работа венгерского искусствоведа Миклоша Бошковича о флорентийской живописи. В этом труде он предложил объединить весь корпус работ Никколо ди Пьетро Джерини и Мастера цеха шерстянщиков. Это было поддержано большинством исследователей. Однако эрмитажная картина по-прежнему вызывает сомнения в авторстве и Т. К. Кустодиева допускает что автором доски мог быть не только Никколо ди Пьетро Джерини, но и Лоренцо ди Никколо, поэтому в каталоге Эрмитажа 2011 года картина Джерини указывается с вопросом возле имени художника.
29 января 2020 года на аукционе Sotheby’s был выставлен на торги алтарный образ работы Никколо ди Пьетро Джерини «Мадонна с Младенцем на троне, в окружении святых Иоанна Крестителя, Маргариты Антиохийской, Лаврентия Римского, Луции Сиракузской и четырёх ангелов» (дерево, темпера; 116,2 × 63,2 см), датируемая началом 1390-х годов. Эта картина обнаруживает полное композиционное сходство с эрмитажной доской.